# Qaqortoq
Qaqortoq (Kʼaĸortoĸ avant 1973) est une ville du sud du Groenland et le chef-lieu de la municipalité de Kujalleq depuis le 1er janvier 2009 (avant cette date elle était le chef-lieu de la municipalité de Qaqortoq). Par sa population, elle constitue la quatrième ville groenlandaise avec 3 050 habitants en 2020. C'est le port groenlandais le plus méridional.

## Climat
Qaqortoq possède un climat subpolaire océanique comme toute l'extrémité sud du Groenland. La ville bénéficie de températures parmi les plus douces du Groenland. En effet, la ville est localisée à 60° 43' de latitude nord, latitude comparable à celle de villes comme Oslo et Saint-Pétersbourg en Europe. Par ailleurs, un des bras du Gulf Stream longe la côte ouest du Groenland. C'est aussi un des endroits les plus humides de l'ile, avec des précipitations annuelles de l'ordre de 850 mm. Celles-ci tombent tout au long de l'année, un peu plus en été – sous forme de pluie. Même si la ville se situe dans une zone de douceur, les tempêtes de neige font également rage en février. Les orages quant à eux sont assez rares et on en compte 4,5 par an en moyenne.
| Mois                              | jan. | fév. | mars | avril | mai | juin | jui. | août | sep. | oct. | nov. | déc. | année |
| --------------------------------- | ---- | ---- | ---- | ----- | --- | ---- | ---- | ---- | ---- | ---- | ---- | ---- | ----- |
| Température minimale moyenne (°C) | −9   | −8,4 | −7,9 | −4    | 0   | 1,7  | 3,7  | 4,1  | 2,2  | −1,4 | −4,8 | −7,7 | −2,6  |
| Température moyenne (°C)          | −5,5 | −5   | −4,4 | −0,6  | 3,3 | 5,2  | 7,1  | 7,2  | 6,3  | 1,7  | −1   | −3,3 | 0,6   |
| Température maximale moyenne (°C) | −2   | −1,3 | −0,5 | 3,2   | 7,5 | 9,8  | 11,7 | 11,6 | 8,5  | 4,2  | 1,1  | −1,2 | 4,4   |
| Précipitations (mm)               | 56   | 52   | 58   | 56    | 56  | 75   | 95   | 93   | 90   | 74   | 79   | 74   | 858   |

## Histoire
Qaqortoq a été fondée en 1775 par les Norvégiens sous le nom de Julianehåb.
Non loin de Qaqortoq se trouvent les ruines de Hvalsey, un des plus importants restes des colonies vikings du Groenland, établie en 985 par Barni Herjolfsson, selon les sagas.

## Sport
Qaqortoq possède un club de football, K-33. Il s'agit, historiquement, du premier club de football de l'ile.

## Illustration

Grand beau temps à Qaqortoq le 29 juillet 2018
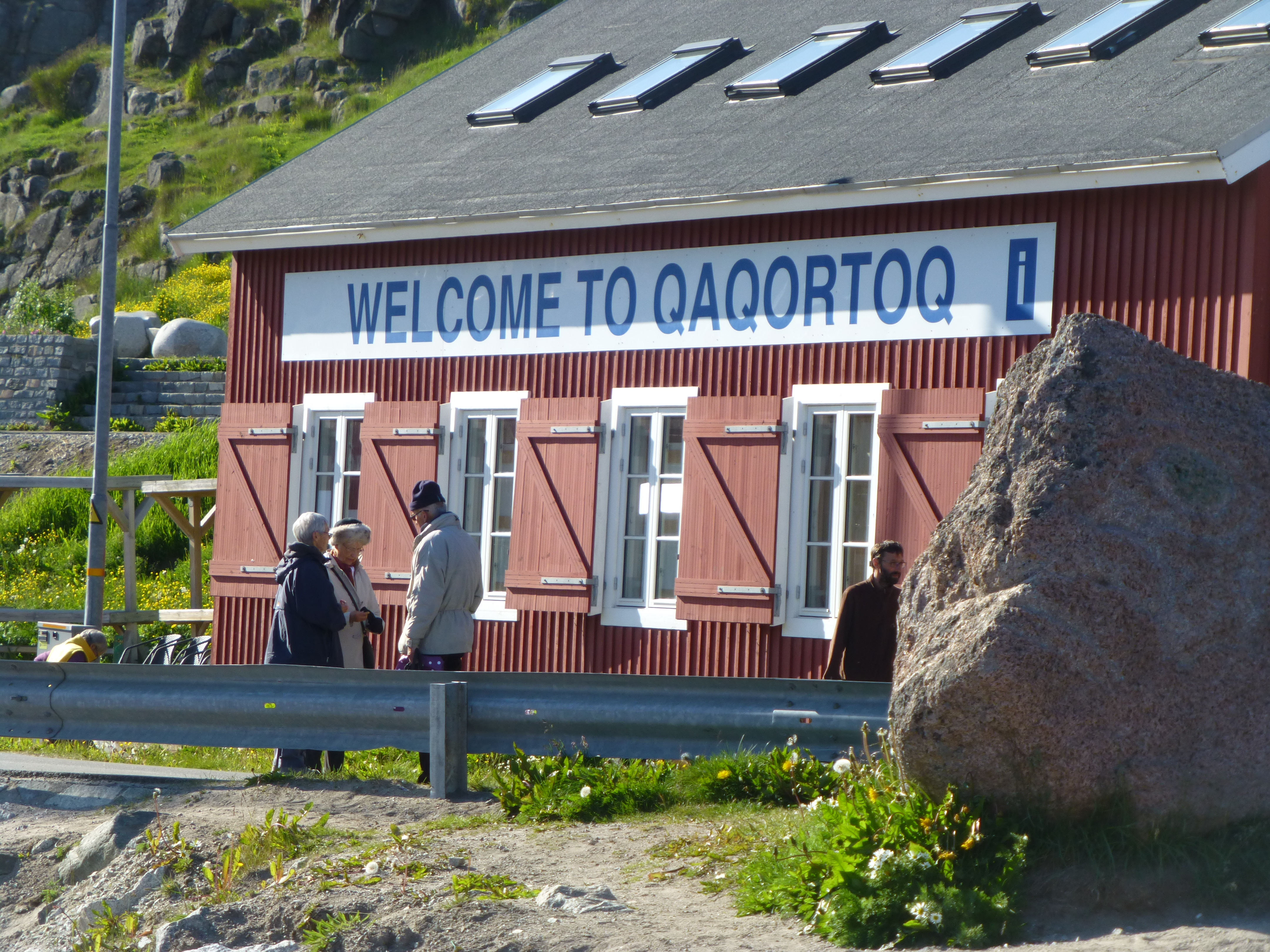
La boutique de souvenirs sur le port de Qaqortoq, Groenland
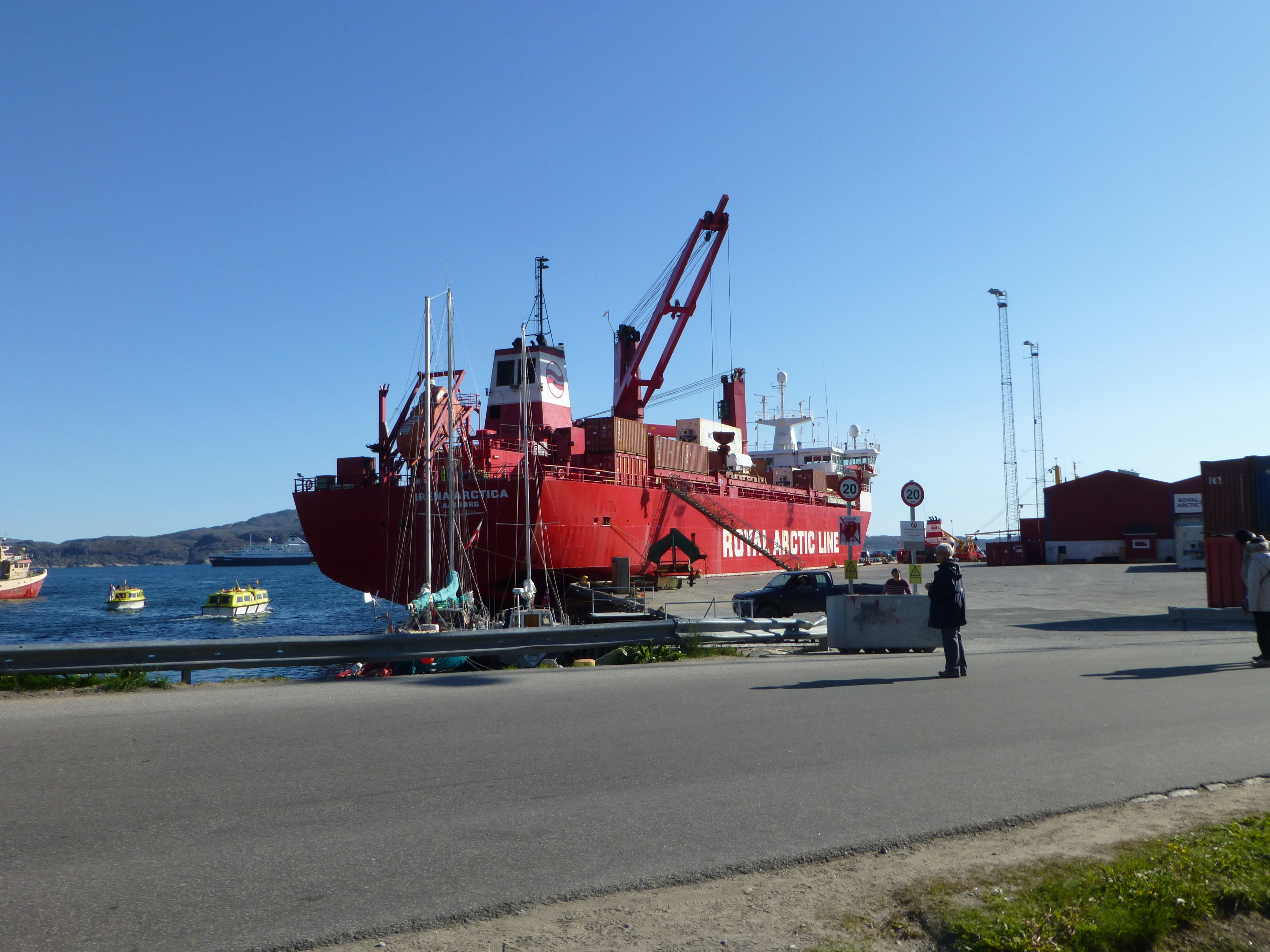
Le port de Qaqortoq, Royal Arctic Line, Groenland
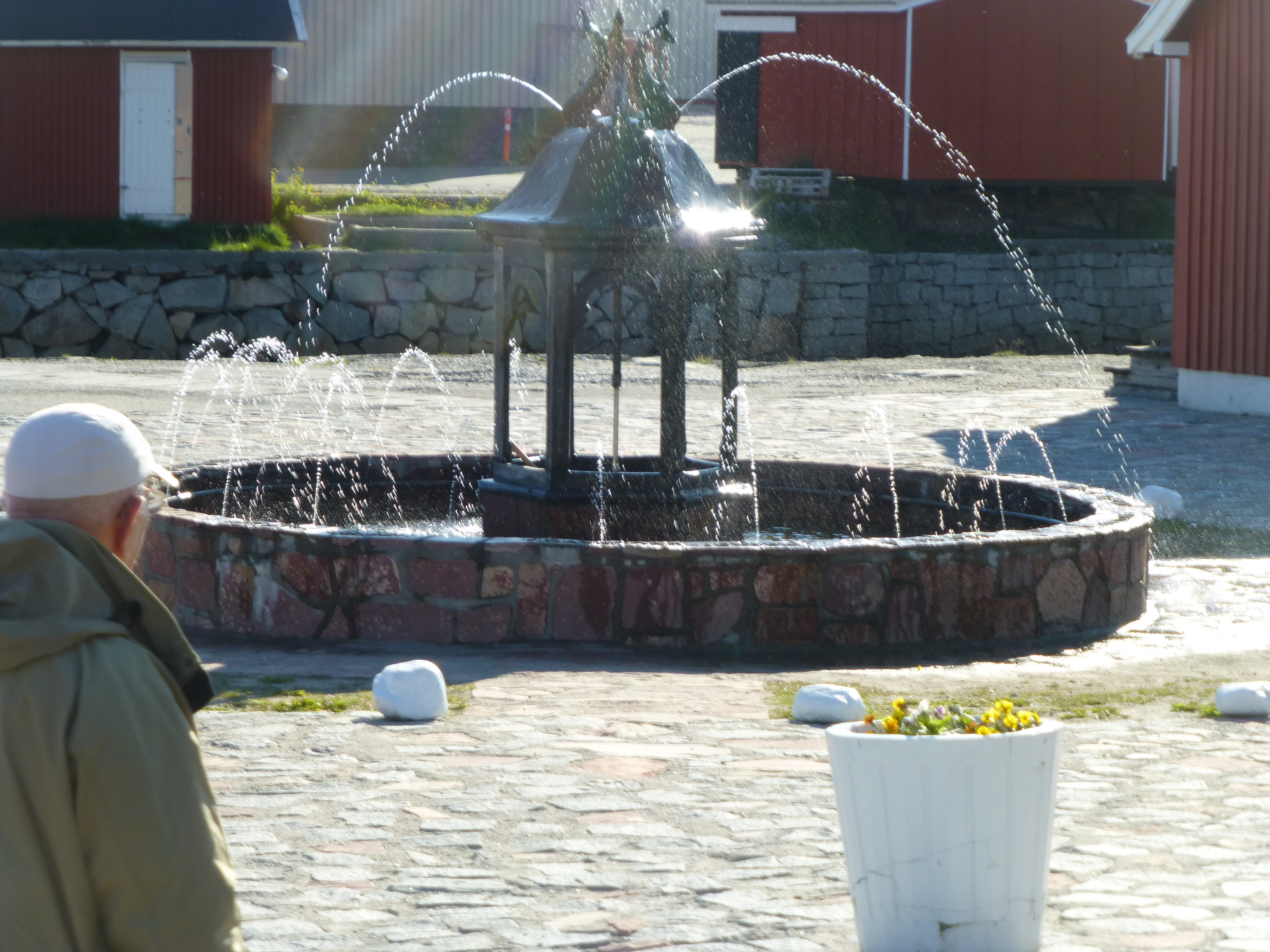
La plus ancienne fontaine du pays à Qaqortoq, Groenland
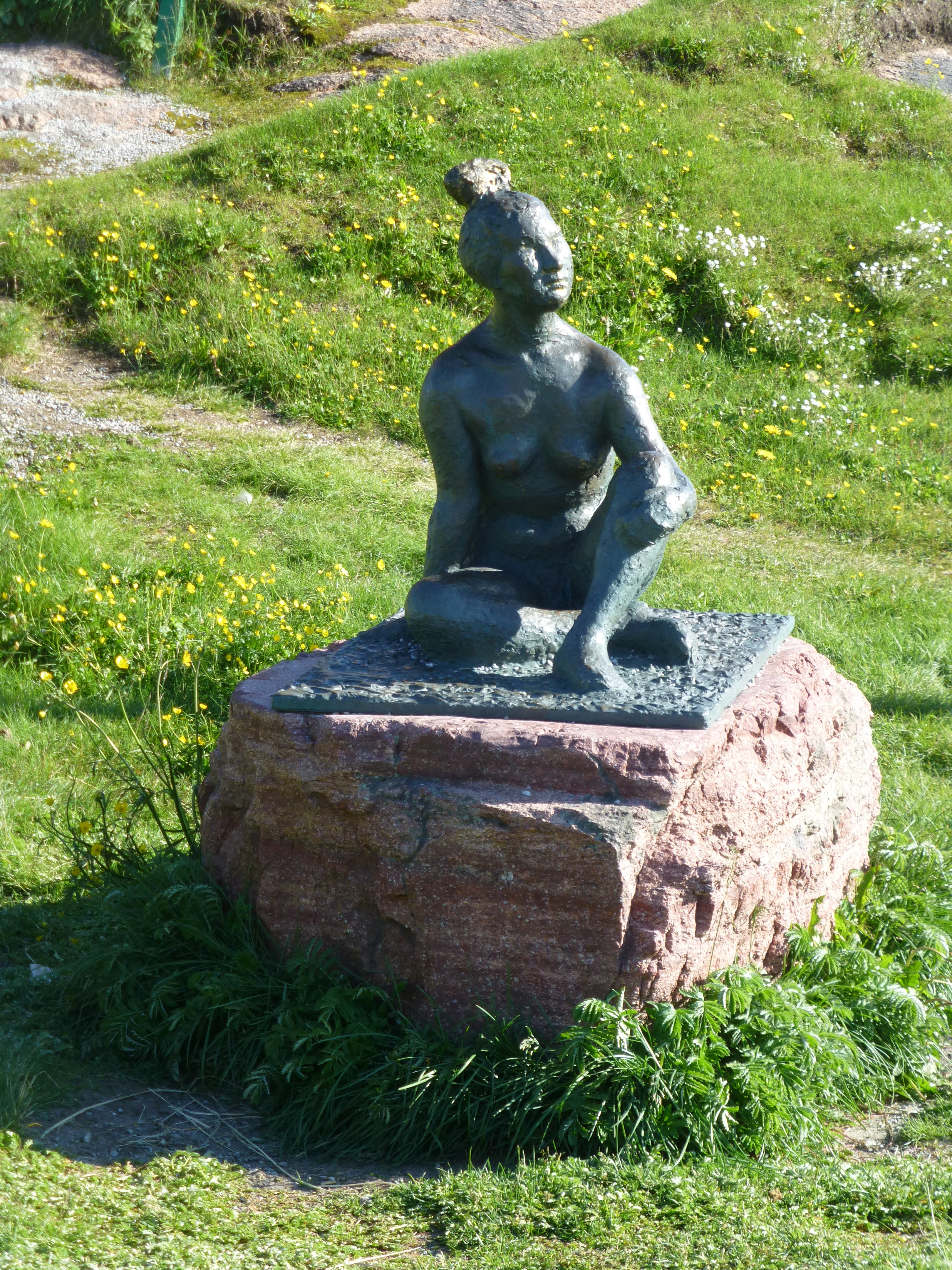
Sculpture de femme Inuit à Qaqortoq, Groenland
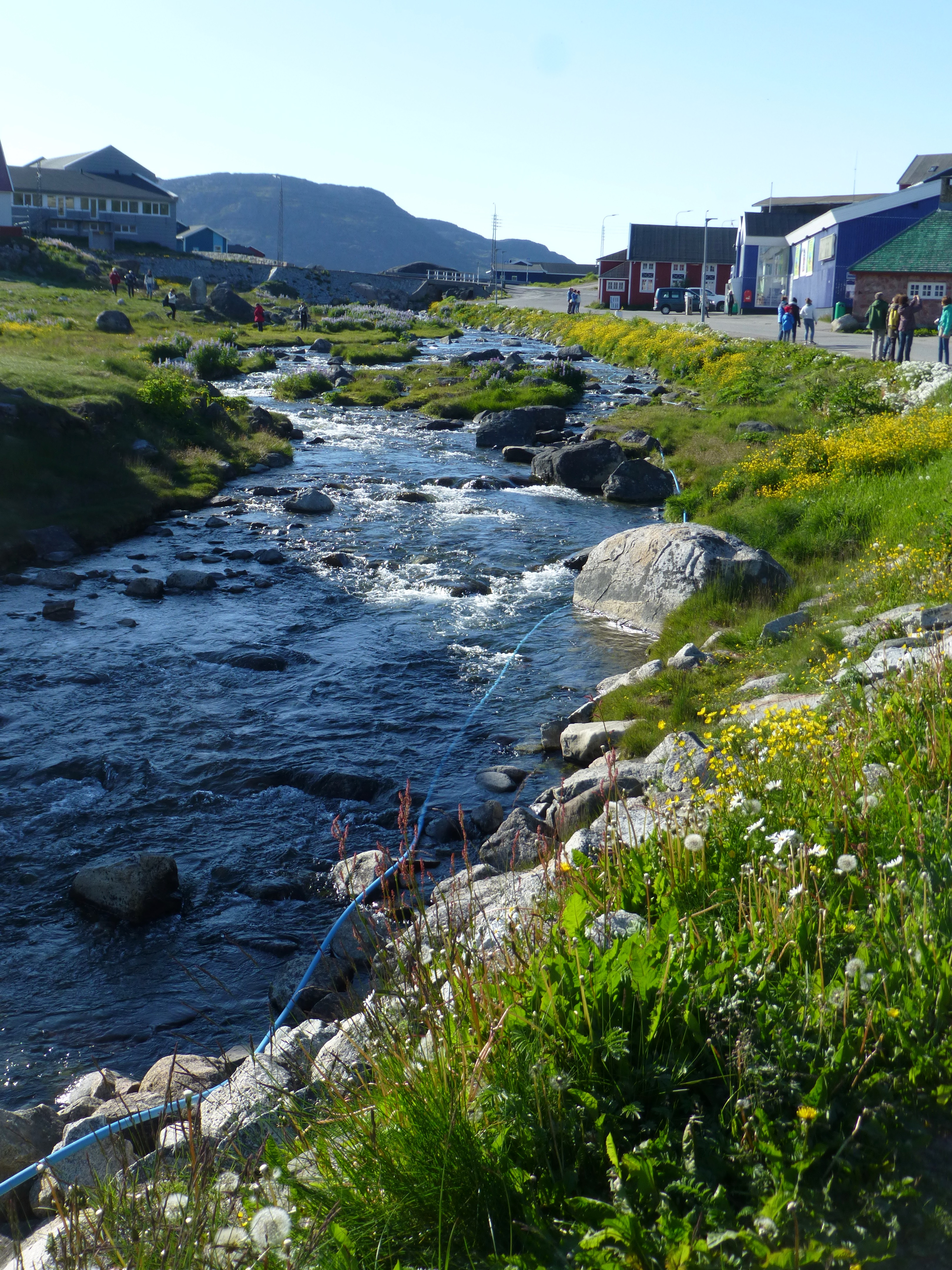
La rivière, Qaqortoq, Groenland
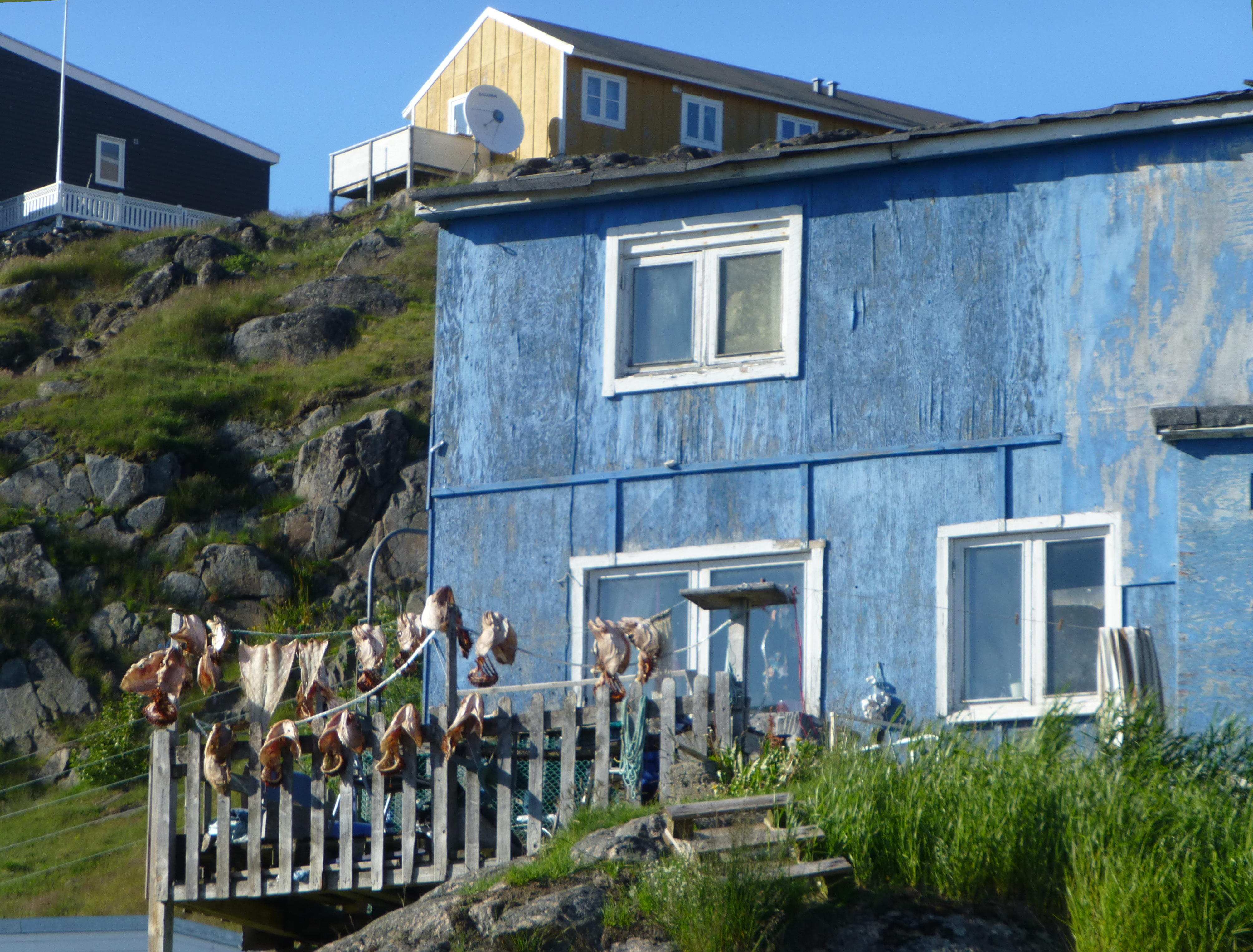
Séchage du poisson sur le balcon à Qaqortoq, Groenland
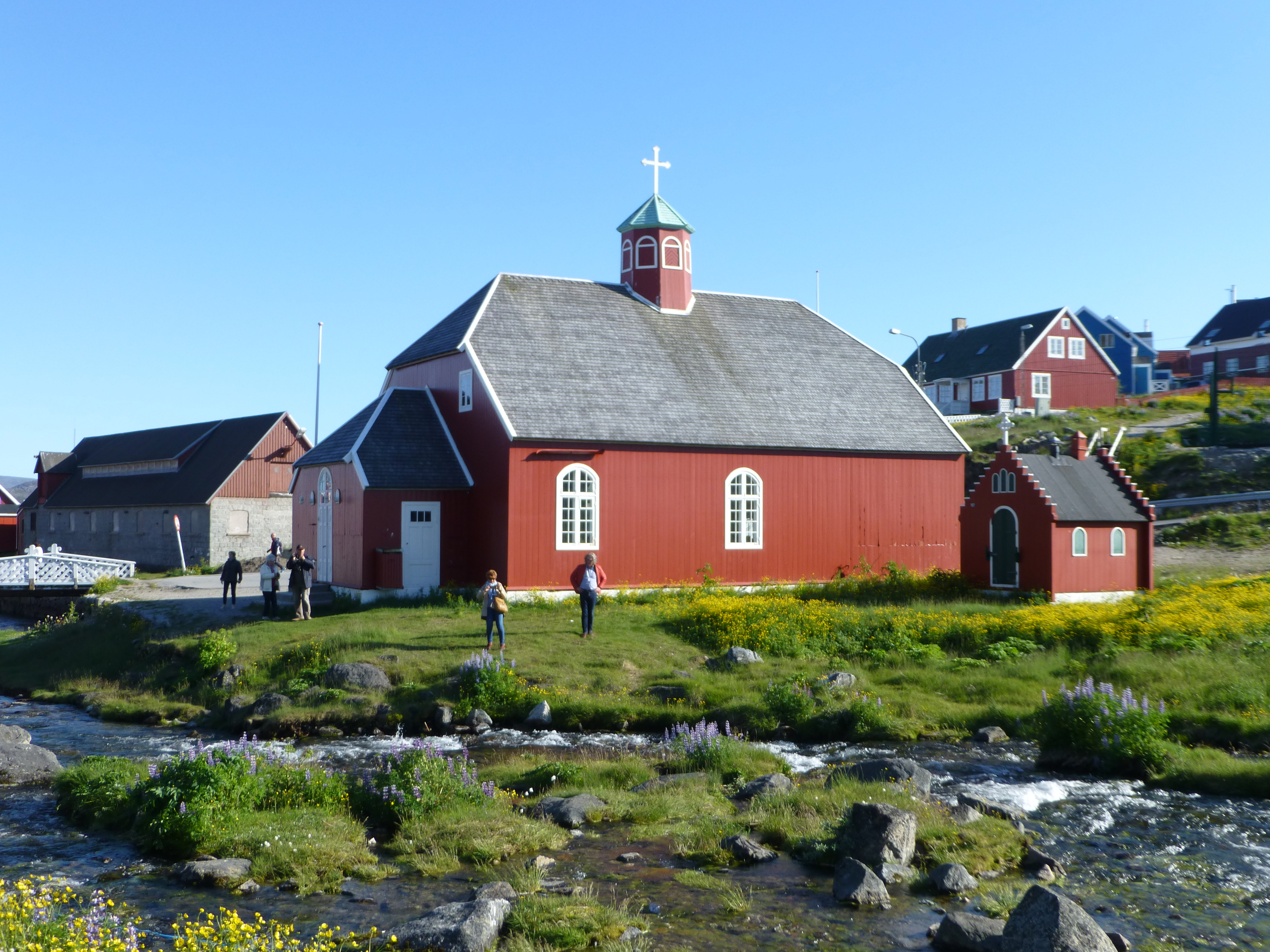
Le temple à Qaqortoq, Groenland
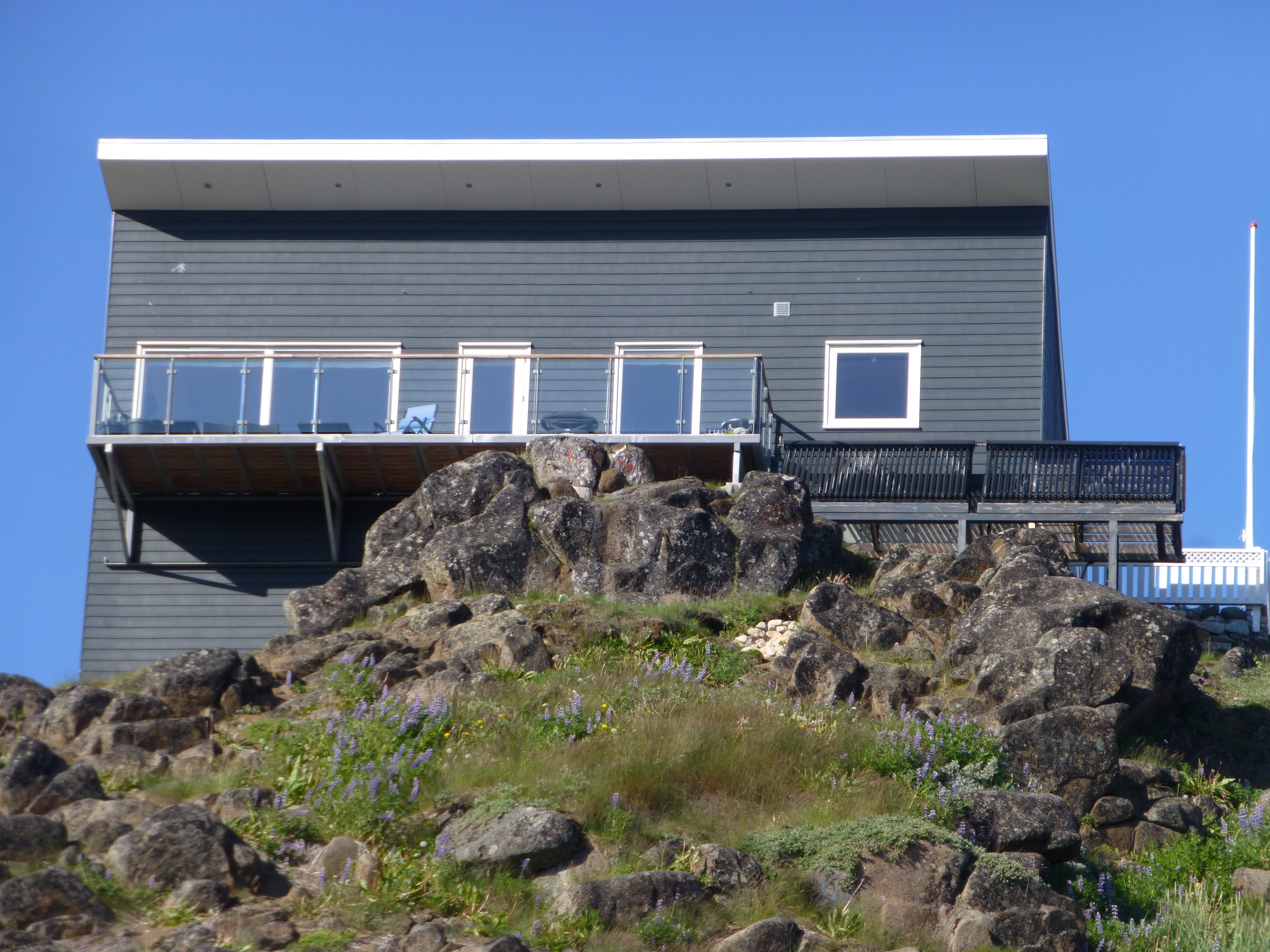
Maison contemporaine à Qaqortoq, Groenland
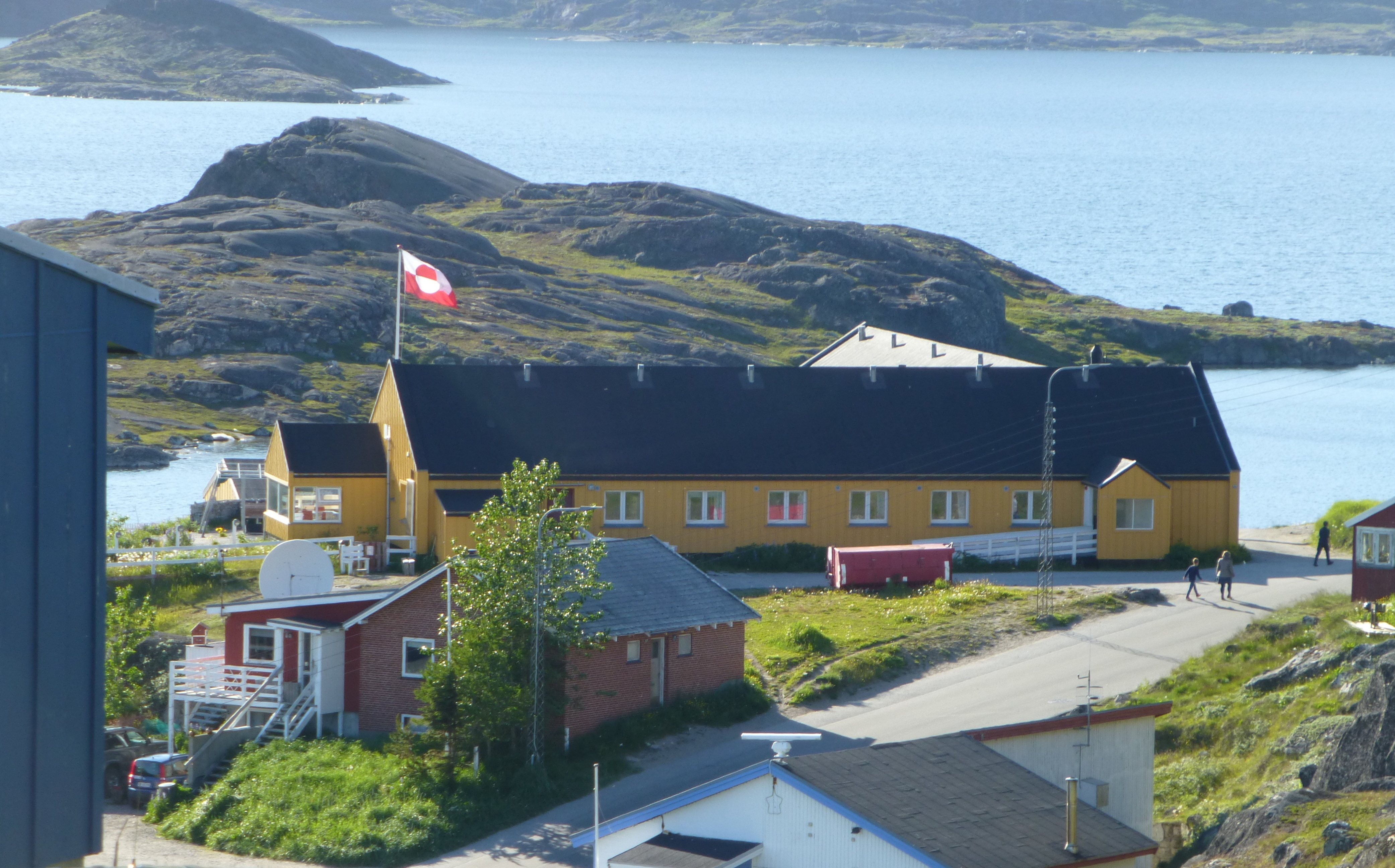
L'hôpital de Qaqortoq, Groenland. Peint en jaune comme tous les services médicaux.
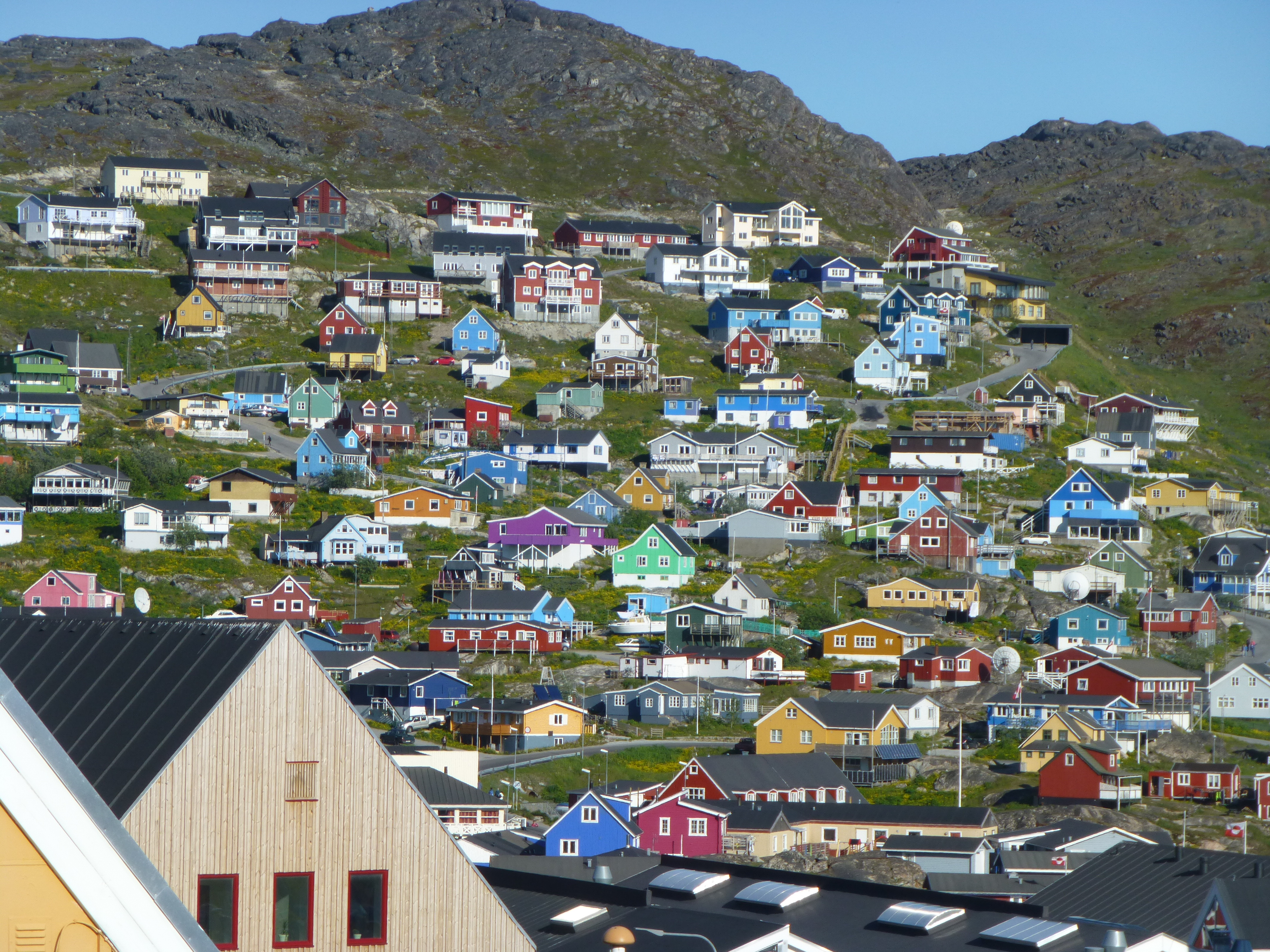
Vue de Qaqortoq
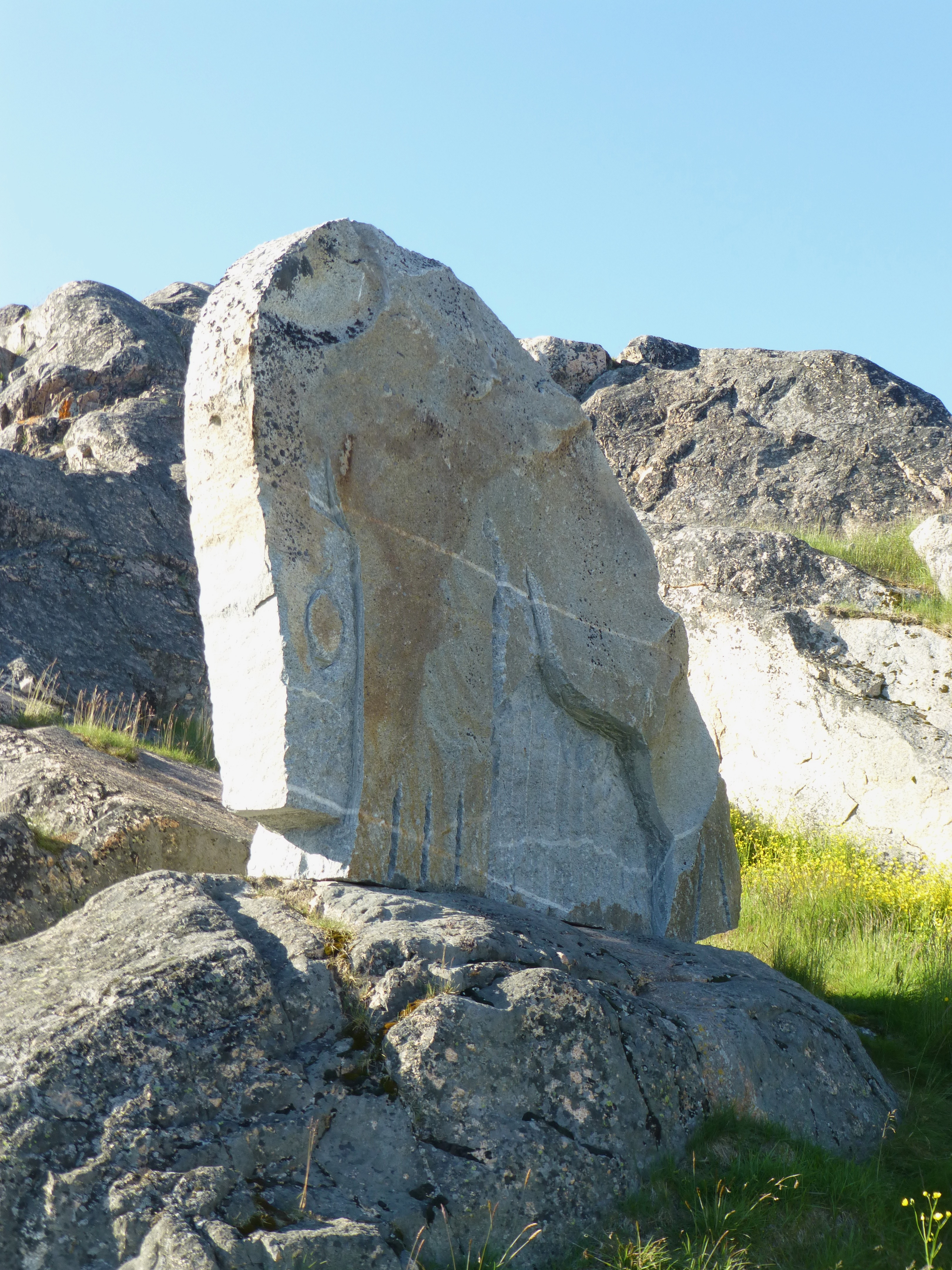
Qaqortoq est la capitale culturelle du Groenland : elle expose de nombreuses œuvres dans ses rues.
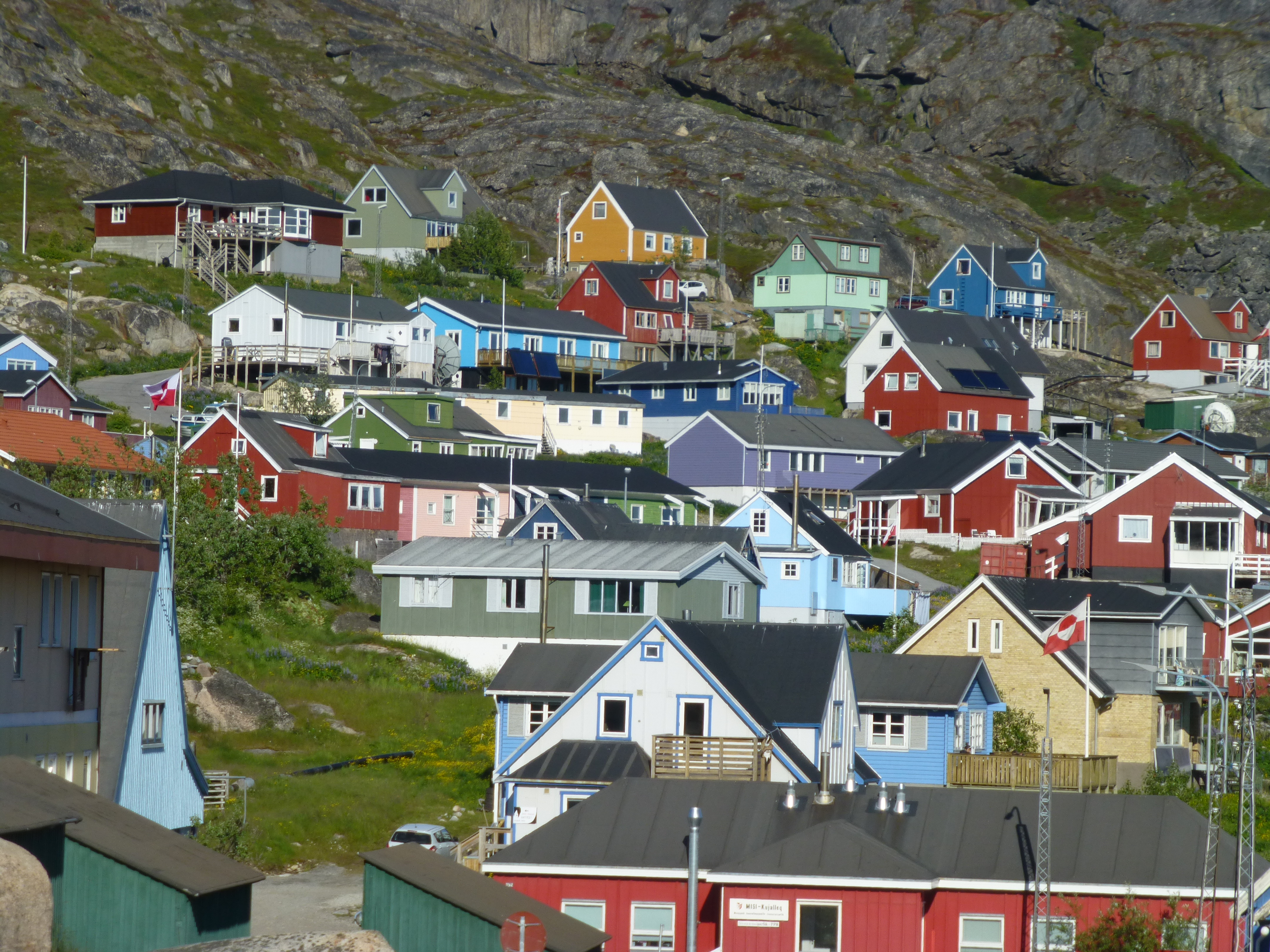
Maisons colorées. Les bâtiments jaunes étaient pour le personnel médical, les verts pour l'administration, les bleus pour les métiers techniques et les rouges pour l'église luthérienne, mais cette tradition s'estompe et de nouvelles couleurs apparaissent.
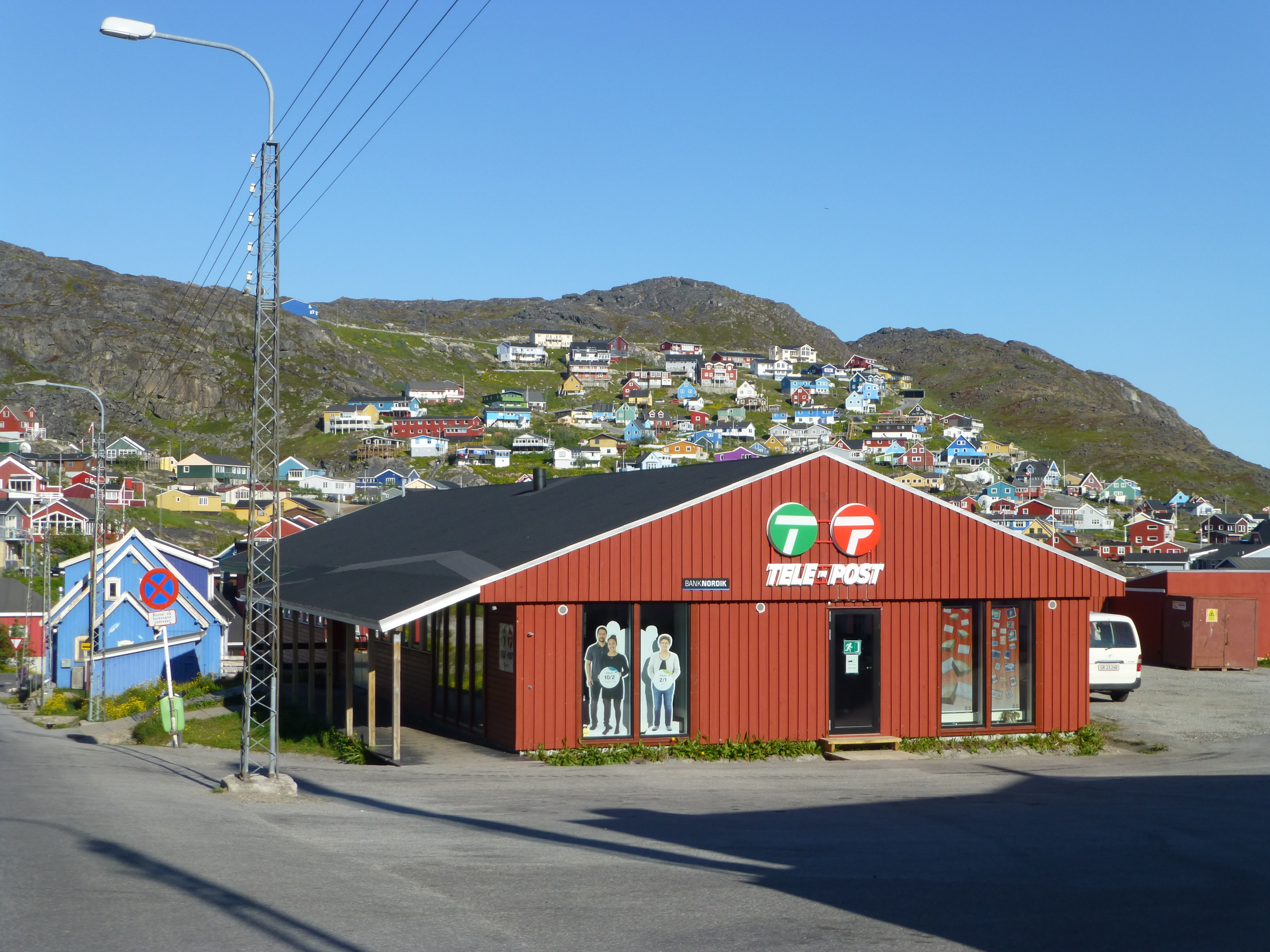
La poste de Qaqortoq.
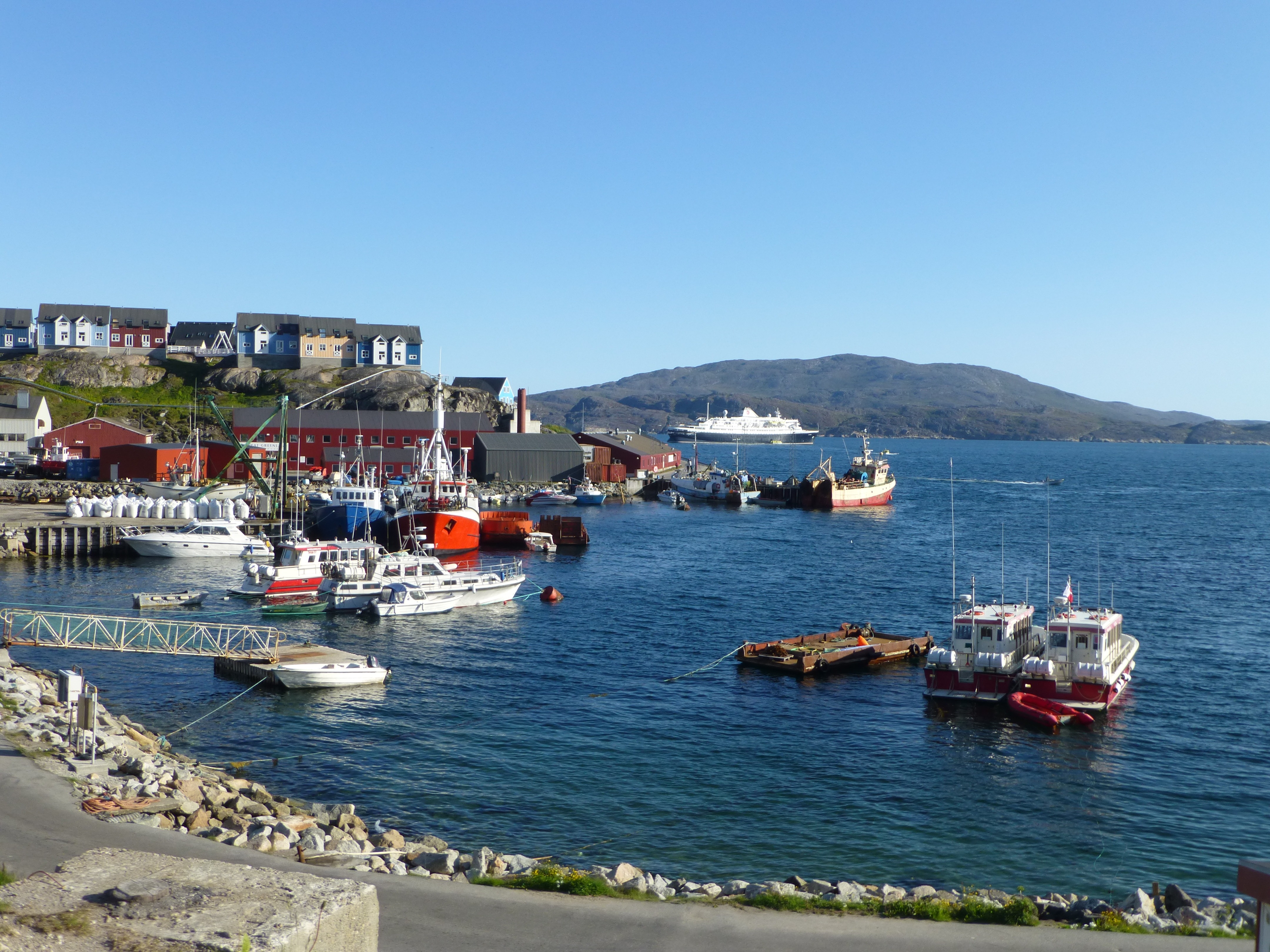
Le port de pêche de Qaqortoq.
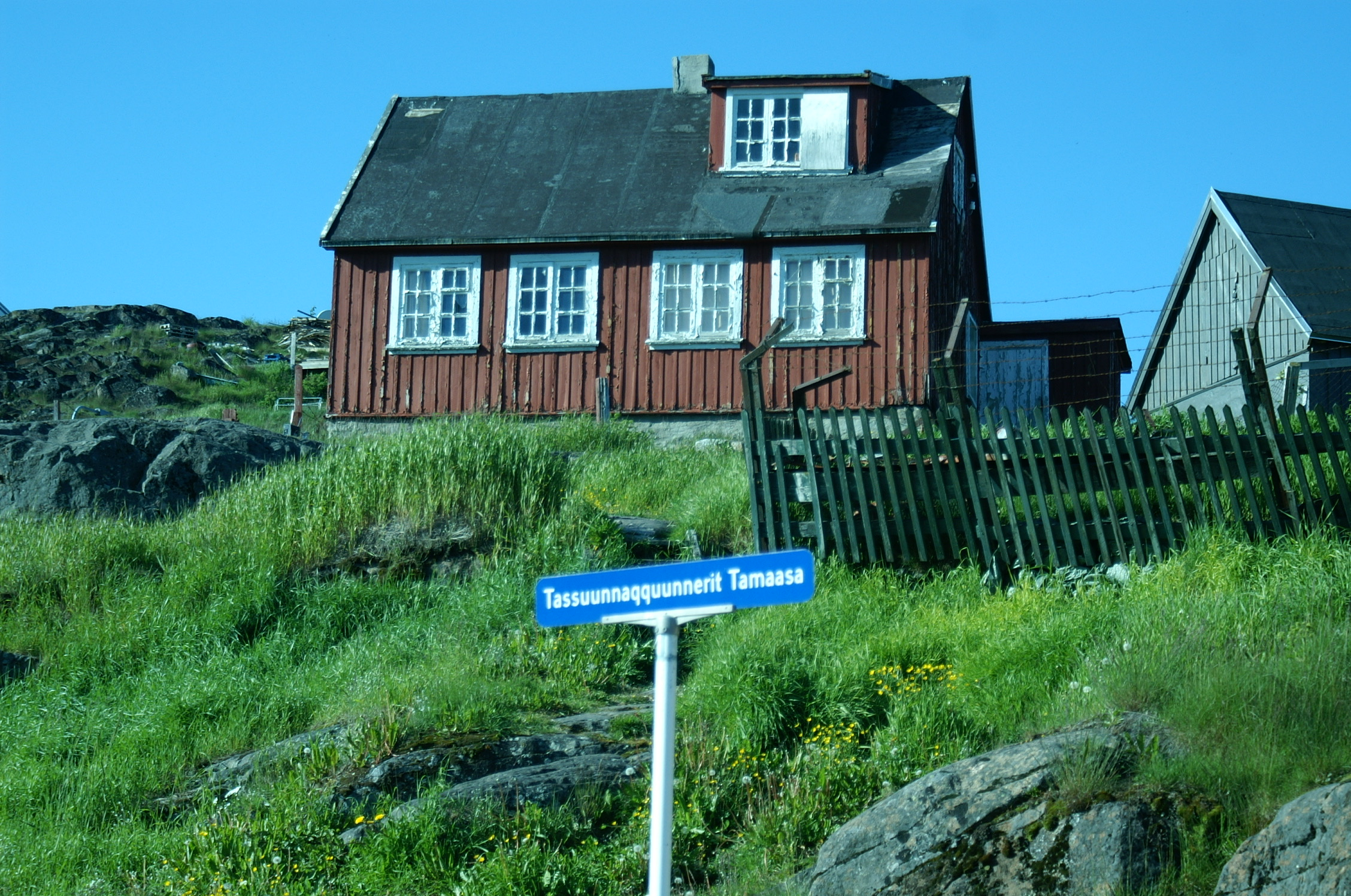
Maison rouge à Qaqortoq.
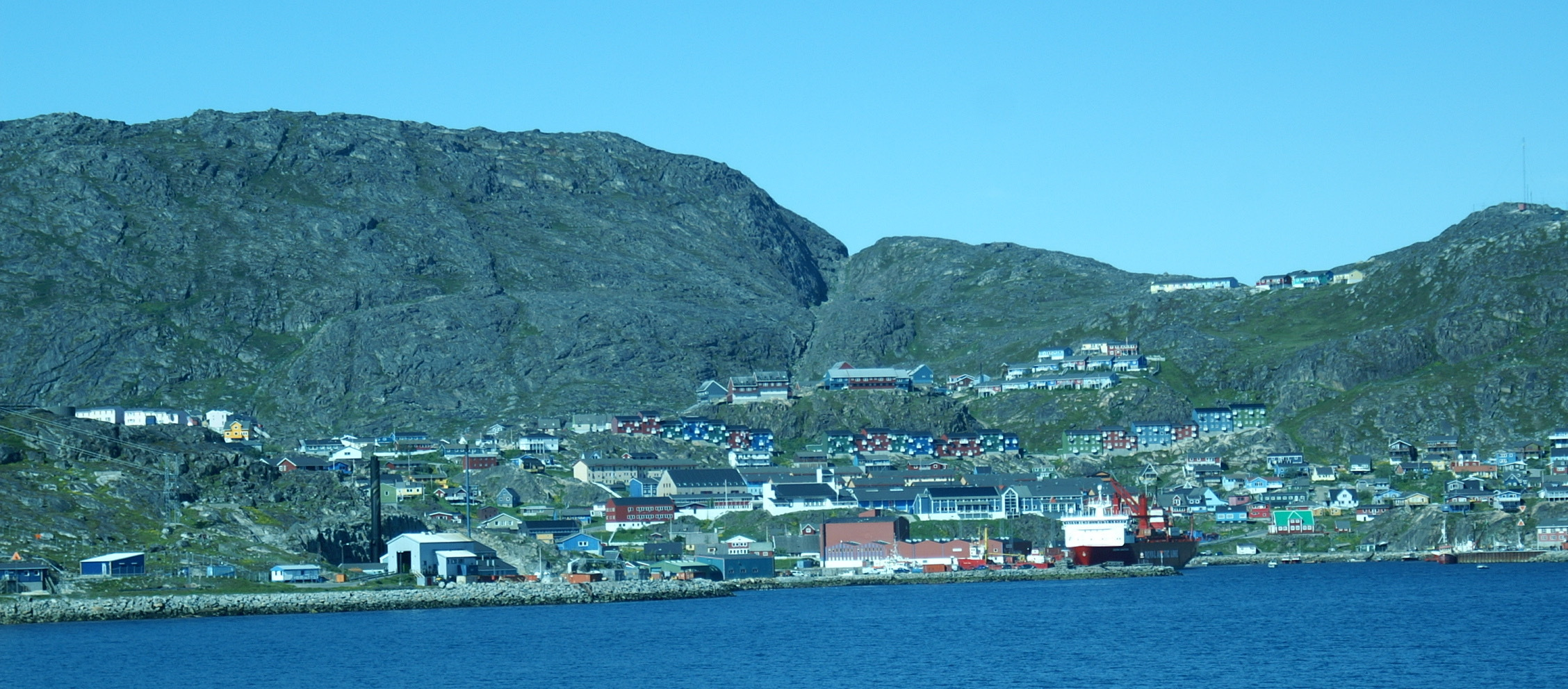
Vue générale de Qaqortoq.